# Revenu supplémentaire temporaire d'activité
Le revenu supplémentaire temporaire d'activité (RSTA) est une aide sociale française.

## Conditions d’attribution du RSTA
D’après le décret no 2009-602 du 27 mai 2009, il existe quatre conditions d’éligibilité :
1. Être salarié et percevoir une rémunération brute inférieure à  1,4 SMIC mensuel  (soit 1 911,04 euros brut par mois à compter du 1er janvier 2011[1]) ;
2. Exercer son activité professionnelle dans un des quatre DOM (Guadeloupe, Guyane, Martinique, La Réunion) ou des trois COM concernés (Saint-Barthélemy, Saint-Martin, Saint-Pierre-et-Miquelon) ;
3. Être français, ou ressortissant d’un État partie à l’Espace économique européen, ou suisse, ou titulaire d’un titre de séjour autorisant à travailler ;
4. Être titulaire d’un contrat de travail d’une durée égale ou supérieure à un mois.

## Publics exclus
Les situations suivantes sont incompatibles avec le bénéfice du RSTA, y compris au titre des activités salariées exercées dans le cadre d'un cumul d'emplois ou d'activités :
1. Être fonctionnaire civil, titulaire comme stagiaire, de la fonction publique de l'État, de la fonction publique territoriale ou de la fonction publique hospitalière ;
2. Être militaire de carrière; a contrario, les militaires servant en vertu d'un contrat entrent dans le champ du RSTA ;
3. Être magistrat.

Les types de contrats de travail qui ne sont pas listés dans le décret n’ouvrent pas droit au RSTA : c’est le cas du contrat d’apprentissage.
Pour les droits ouverts à compter du 1er janvier 2011, trois conditions supplémentaires sont exigées (décret no 2010-1784 du 31 décembre 2010) et s’ajoutent aux quatre précédentes :
1. Avoir un droit ouvert au RSTA au titre des périodes d’emploi de novembre ou décembre 2010.
2. Ne pas être membre d’un foyer bénéficiaire du RSA. Au titre d’un même mois ne peuvent être cumulés des droits à la fois au RSA et au RSTA. Pour ceux qui sont susceptibles d’être éligibles aux deux, il convient de faire un choix :
  - soit le passage au RSA est définitif et les droits futurs au RSTA sont perdus,
  - soit le maintien dans le RSTA est réversible.
3. Remplir les conditions de manière continue. À compter des droits ouverts en 2011, une rupture de l’éligibilité au RSTA pendant au moins deux mois consécutifs vaut cessation définitive du bénéfice.

## Formulaires
Il faut faire une nouvelle demande tous les trois mois. Le RSTA est versé tous les trois mois. 
Formulaire préétablis et pièces justificatives
Si le bénéficiaire potentiel a reçu un formulaire de demande préétabli, il renvoie le document rempli par voie postale dans l'enveloppe T jointe au centre de traitement RSTA (Caisse Assurance Retraite et de Santé au Travail du Sud-est), accompagné des pièces justificatives.
- la déclaration préétablie dûment remplie ;
- la photocopie du ou des bulletins de salaire relatifs au dernier mois d'emploi dans la période concernée ;
- un relevé d'identité bancaire en cas de changement des coordonnées bancaires.

Formulaires non préétablis et pièces justificatives
Pour les bénéficiaires potentiels de RSTA qui n'ont pas reçu de formulaire préétabli, des formulaires de demande sont mis à disposition sur le site internet www.rsta-outremer.fr ou auprès des services RSTA des CGSS, de la CPS ou des réseaux partenaires. Le formulaire de demande de RSTA dûment rempli est renvoyé par voie postale au service RSTA de la CGSS ou de la CPS.
- pour les personnes de nationalité française, ou ressortissant d'un État membre de l'Union européenne, d'un autre État partie à l'accord sur l'Espace économique européen ou de la Confédération suisse, la photocopie d'une pièce d'identité établissant leur nationalité ;
- pour les salariés de nationalité étrangère, la photocopie d'un titre de séjour les autorisant à travailler ;
- la photocopie des bulletins de salaire relatifs à la période d'emploi pour laquelle le revenu supplémentaire temporaire d'activité est demandé ;
- un relevé d'identité bancaire.

Délai
Pour être recevable, la demande de RSTA doit être adressée au plus tard le dernier jour du troisième mois suivant la fin de la période à laquelle elle se rapporte, le cachet de la poste faisant foi (exemple : le 31 aout pour le RSTA de la période de mars, avril et mai).
| Période de trois mois                  | Date limite pour adresser les demandes de RSTA |
| -------------------------------------- | ---------------------------------------------- |
| Septembre, octobre et novembre 2010    | 28 février 2011                                |
| Décembre 2010, janvier et février 2011 | 31 mai 2011                                    |
| Mars, avril et mai 2011                | 31 août 2011                                   |
| Juin, juillet et août 2011             | 30 novembre 2011                               |

## Montant
Le montant du RSTA est calculé pour chacun des mois travaillés. Il peut aller jusqu’à 100 euros bruts par mois pour une durée de travail de 35 heures par semaine. Si la durée habituelle de travail du salarié est inférieure à 35 heures par semaine, ce montant est réduit proportionnellement. De même, si le contrat de travail a commencé ou s’est terminé en cours de mois, le montant du RSTA est proratisé.
Le RSTA n’est pas imposable, à l’exception de la CRDS (contribution pour le remboursement de la dette sociale), égale à 0,5 %, qui est prélevée à la source.
Le montant au-dessous duquel le revenu supplémentaire temporaire d’activité n’est pas versé est fixé à 18 € par trimestre.

## Gestion du RSTA
Le RSTA est attribué et servi au nom de l'État: 
1. par les Caisses générales de sécurité sociale (CGSS) sous la supervision de la Caisse nationale de l'assurance vieillesse des travailleurs salariés (CNAV), qui en organise, coordonne et contrôle la gestion[5] ;
2. par la Caisse de prévoyance sociale (CPS) de Saint-Pierre-et-Miquelon.

## Nombre de bénéficiaires
Au 16 novembre 2009, 177 000 bénéficiaires du RSTA avaient reçu cette prestation pour la période correspondant à la période travaillée de mars, avril et mai 2009, soit une somme totale de 43,9 millions d'euros .